# Giorgi Sanaia
Giorgi Sanaia (georgiska: გიორგი სანაია) född 24 februari 1975 i Tbilisi, död 26 juli 2001 i Tbilisi, var en georgisk TV-journalist som arbetade för TV-bolaget Rustavi 2. Sanaia mördades under kontroversiella omständigheter år 2001.
Sanaia var en mycket omtyckt TV-personlighet som ankare för programmet "Night Courier", ett nyhetsprogram där han var känd för att utreda anklagelser om korruption i de högre leden. Han mördades när han befann sig i sin lägenhet i Tbilisi den 26 juli 2001. Mordet på Sanaia berördes i dokumentärfilmen Elavbrott, som detaljerat beskriver Georgiens övergång till privatiserad el.
Mordet på Sanaia troddes av många vara politiskt motiverat och det utlöste en aldrig tidigare skådad ström av sorg och ilska bland allmänheten. Regeringen meddelade den georgiska befolkningen att allt gjordes för att finna Sanaias mördare och kort därefter anhöll man en man vid namn Giorgi Churtsilava, som senare kom att dömas till 13 års fängelse. Dock är både Sanaias änka och många andra missnöjda eftersom något verkligt motiv för mördaren aldrig blev känt. Än idag saknas svar på många av fallets huvudfrågor.
Giorgi Sanaia efterlämnade sig sin fru och sin son.